# Zevenzitter

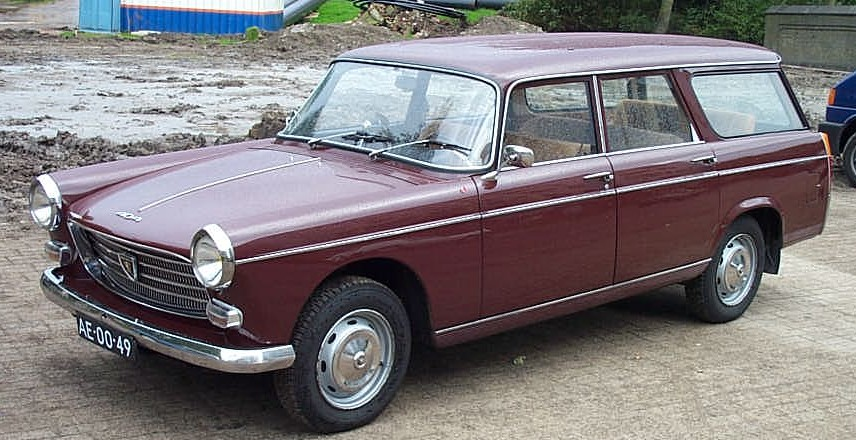
Peugeot 404 Familiale (1968)

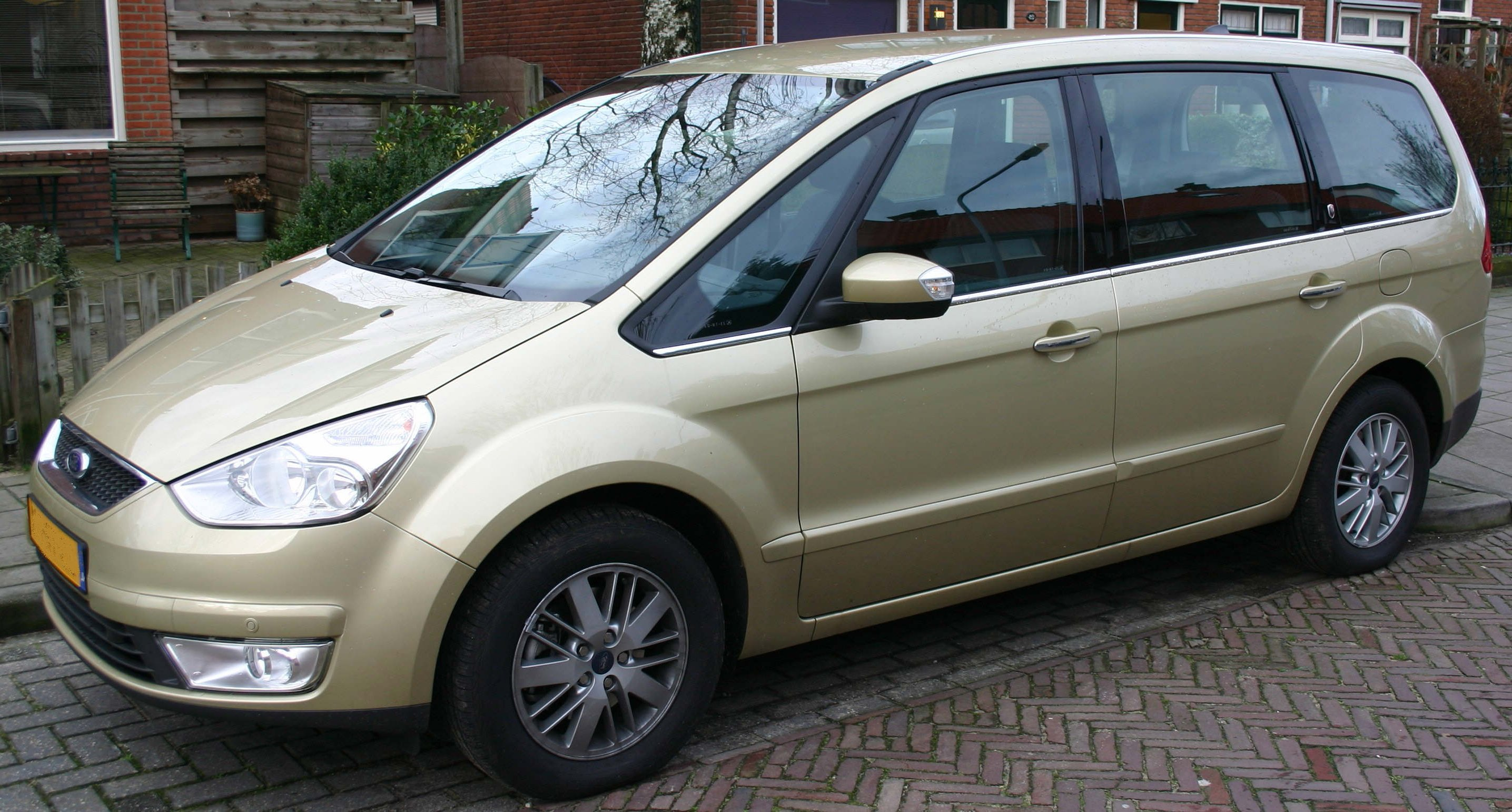
Ford Galaxy (2006-2010)

Zevenzitter (ook wel: 7zitter) is een term die wordt gebruikt voor een auto met zeven zitplaatsen. Zevenzitters kunnen worden verdeeld in verschillende categorieën. Er wordt doorgaans onderscheid gemaakt tussen de MPV, mini-MPV, cross-over, SUV en een personenbusje. Ook een stationwagen of SUV met een omgekeerde achterbank kan tot de mogelijkheden behoren. 

## Belangrijke kenmerken van een zevenzitter
Een auto kan standaard als zevenzitter geleverd worden of optioneel. In het laatste geval moet de koper extra betalen voor de derde zitrij. De derde zitrij kan bestaan uit stoelen of een bankje. Daarnaast kan onderscheid gemaakt worden tussen zevenzitters met schuifdeuren en zevenzitters met conventionele deuren. De schuifdeuren geven vaak meer gemak bij het in- en uitstappen op de derde zitrij. Ten slotte is een belangrijk verschil of de stoelen middels een mechanisme in de vloer kunnen verdwijnen (zoals in de Ford Galaxy) of dat het volwaardige stoelen zijn die alleen in zijn geheel uit de auto verwijderd kunnen worden (zoals in de Renault Espace).
In een MPV of SUV zijn 7 zitplaatsen niet altijd standaard, maar worden als optie verkocht. In de praktijk worden de 7 zitplaatsen gerealiseerd door een derde zitrij in de kofferruimte, hetgeen ten koste gaat van de beschikbare laadruimte. Vaak kunnen de stoelen in de vloer worden geklapt of volledig worden verwijderd, waardoor deze laadruimte nog wel een optie blijft. De achterste twee zitplaatsen zijn niet in elke zevenzitter volwaardige plekken voor volwassenen. Soms zijn deze plekken bedoeld voor kinderen en dan wordt ook wel gesproken over 5+2 zitplaatsen. In (luxe) personenbusjes is enige laadruimte vaak nog wel behouden ondanks de 7 zitplaatsen.
Zevenzitters hebben doorgaans een verlengde wielbasis en daarmee een grotere lengte dan andere auto’s. Voor 7 zitplaatsen is minimaal 4,35 meter nodig (zoals de Fiat 500L), maar doorgaans heeft een zevenzitter een lengte van tussen de 4,60 en 4,80 meter. In de meeste gevallen is een zevenzitter te herkennen aan een verhoogde achterkant, aangezien de aflopende achterkant van een sedan of hatchback 7 zitplaatsen praktisch onmogelijk maakt. Personenbusjes ten slotte, maar ook sommige MPV’s zijn voorzien van schuifdeuren die de instap en toegang naar de derde zitrij vergemakkelijken.

## Bekende voorbeelden
- Audi Q7
- Volkswagen Sharan
- Ford Galaxy
- Mitsubishi Outlander
- BMW X5
- Renault Espace
- Tesla Model Y
- Volvo XC90